# Jarosław Mikołaj Skoczeń
Jarosław Mikołaj Skoczeń (ur. 21 lutego 1961) – polski dziennikarz radiowy, producent telewizyjny, pisarz i poeta.

## Biogram
Wydawca oraz zastępca redaktora naczelnego w miesięczniku „Techno Party” (1998–2001). Prowadził audycję w Radiostacji „Jest Robota” (1998–2002), która w 2002 roku pojawiła się w TVP1 jako program telewizyjny o tej samej nazwie. W latach 1998–2000 producent programu „Techno Party” dla Nasza TV. W latach 2003–2005 współproducent (razem z Edytą Kołakowską) programu „Tom Kultury” dla Viva. W latach 2005–2007 współproducent (razem z Edytą Kołakowską) programu „Pełna Kultura” dla MTV Classic. Redaktor prowadzący magazynu „Empik News” (2002–2005) – wydawanego przez sieć sklepów Empik. W 2012 roku prowadził audycję radiową „Rozmowy Czarno Białe”, która była emitowana przez Antyradio. W 2013 roku prowadził również w tym samym radiu audycję „Twój Interes”. Od 2014 roku redaktor naczelny serwisu Strefy Nieruchomości. W latach 2019–2021 redaktor naczelny sieci portali miejskich Twoje-Miasto.pl. Posiada swoje rubryki eksperckie na: Onet, Onet Biznes, Interia, Infor. Współpracuje z „Rzeczpospolitą”, „Pulsem Biznesu”. Współautor książki (Nie)pożądane, napisanej wraz z małżonką Martą Bańkowską-Skoczeń na podstawie monodramu o tej samej nazwie. 

## Publikacje
Książki:
- 2006 „Trolejbus Ludzie i Media”
- 2016 „Beksiński – Dzień po dniu kończącego się życia. Dzienniki/Rozmowy”[14] (Bestseller)[15]
- 2018 - Detoks. Zdzisław Beksiński, Norman Leto.
- 2024 - "(Nie)pożądane".[16]

Poezja:
- 2007 – Bywałem w moim Świętym Mieście
- 2008 – Arszeniczny koktajl – wyprzedaż życia czy przecena śmierci
- 2008 – Stanąłem na dachu Twych zamkniętych powiek
- 2008 – Czarne kolorowe konie
- 2009 – Okna Krzykiem otwarte
- 2012 – Myśli klucz w klucz uwikłane
- 2013 – Wiersze wybrane
- 2015 – Litania do M

E-booki:
- „Detoks. Zdzisław Beksiński, Norman Leto”[17]

Audiobooki:
- „Wiersze wybrane”[18]
- „Beksiński – Dzień po dniu kończącego się życia. Dzienniki/Rozmowy”[19]